# Byl jednou jeden…
Byl jednou jeden… (ve francouzském originále Il était une fois…) je francouzská televizní franšíza, sestávající z animovaných dětských vzdělávacích televizních seriálů, které se zaměřují na různé oblasti znalostí. Autorem franšízy je francouzský filmový producent a scenárista Albert Barillé. Vzniklo osm seriálů, jednotlivé seriály byly premiérově vysílány mezi lety 1978 a 2024.
Každý seriál je zaměřen na konkrétní téma, například lidské tělo, planetu Zemi nebo slavné vynálezce. Vypravěčem je většinou Maestro, postava starého zkušeného muže s dlouhými vousy, které pokrývají téměř celé jeho tělo.

## Seriály
- Byl jednou jeden… člověk (1978–1979)
- Byl jednou jeden… vesmír (1982–1983)
- Byl jednou jeden… život (1986–1987)
- Il était une fois… les Amériques (1991–1992)
- Byl jednou jeden… vynálezce (1994)
- Byl jednou jeden… objevitel (1996–1997)
- Byla jednou jedna… planeta (2008–2009)
- Byla jednou jedna... věc (2023–2024)